# (25294) Johnlaberee
(25294) Johnlaberee est un astéroïde de la ceinture principale d'astéroïdes.

## Description
(25294) Johnlaberee est un astéroïde de la ceinture principale d'astéroïdes. Il fut découvert le 21 novembre 1998 à Socorro (Nouveau-Mexique) par le projet LINEAR. Il présente une orbite caractérisée par un demi-grand axe de 3,15 UA, une excentricité de 0,10 et une inclinaison de 1,6° par rapport à l'écliptique.

## Compléments